# Шарль Жіро
Шарль-Луї Жіро (фр. Charles Girault; 27 грудня 1851 — 26 грудня 1932) — французький архітектор.

## Біографія
Народившись у Кос-Кур-сюр-Луарі, навчався у Оноре Доме в Національній школі красних мистецтв у Парижі. 1880 року отримав першу Римську премія за проект будівлі лікарні для хворих дітей та став членом Французької академії в Римі, пробувши там з 1881 по 1884 рік.
Керував роботою трьох інших архітекторів у Великому палаці у 1897—1900 роках та працював у Маленькому палаці з 1896 по 1900 рік. Був обраний членом Академії красивих мистецтв у 1902 році. Жіро розробив Королівські галереї Остенде, побудовані у 1902—1906 роках. У 1905 році король Бельгія Леопольд II обрав його для проектування Парку п'ятдесятиріччя в Брюсселі; також для Брюсселя, він спроектував Королівський музей Центральної Африки, розпочатий у 1904 році та закінчений у 1910 році.
Жіро помер у Парижі 26 грудня 1932 року за день до свого 81-ти річчя.